# ハラカズヒロ
ハラカズヒロは、日本の漫画家、イラストレーター。

## 作品リスト

### 小説の表紙・挿絵
- Wandervogel（著・相磯巴、ガガガ文庫／小学館）
- つくも神のゆゆばあ（著・吉川知保、くもん出版）
- ぼくらのミステリータウンシリーズ（著・ロン・ロイ（英語版）（翻訳・八木恭子）、フレーベル館）
- ログ・ホライズン（著・橙乃ままれ、エンターブレイン）
- 悪人面したB級冒険者 主人公とその幼馴染たちのパパになる（著・えんじ、エンターブレイン）

### 漫画
- 穴街の彼等（アクションコミックス COMIC SEED!シリーズ／双葉社）
- ログ・ホライズン（原作・橙乃ままれ、ファミ通コミッククリア）

### アニメ
- ガンダムビルドダイバーズ（キャラクターデザイン原案）
- ガンダムビルドダイバーズRe:RISE（キャラクターデザイン原案）
- ガンダムビルドダイバーズ バトローグ（キャラクターデザイン原案）